# Chamblet
Chamblet ist eine französische Gemeinde mit 1.079 Einwohnern (Stand: 1. Januar 2022) im Département Allier in der Region Auvergne-Rhône-Alpes; sie gehört zum Arrondissement Montluçon und zum Kanton Commentry.

## Lage
Die Gemeinde Chamblet liegt in der Landschaft Bocage Bourbonnais, rund sieben Kilometer östlich von Montluçon. Nachbargemeinden von Chamblet sind Saint-Angel im Nordwesten und Norden, Doyet im Osten, Malicorne im Südosten und Süden sowie Néris-les-Bains im Süden und Westen.

## Bevölkerungsentwicklung
| Jahr                       | 1962 | 1968 | 1975 | 1982 | 1990 | 1999 | 2006 | 2012 | 2022 |
| Einwohner                  | 918  | 855  | 807  | 932  | 1046 | 941  | 1049 | 1090 | 1079 |
| Quellen: Cassini und INSEE |      |      |      |      |      |      |      |      |      |

## Sehenswürdigkeiten
- Kirche Saint-Maurice aus dem 19. Jahrhundert
- Schloss Chamblet
- Schloss Le Pleix

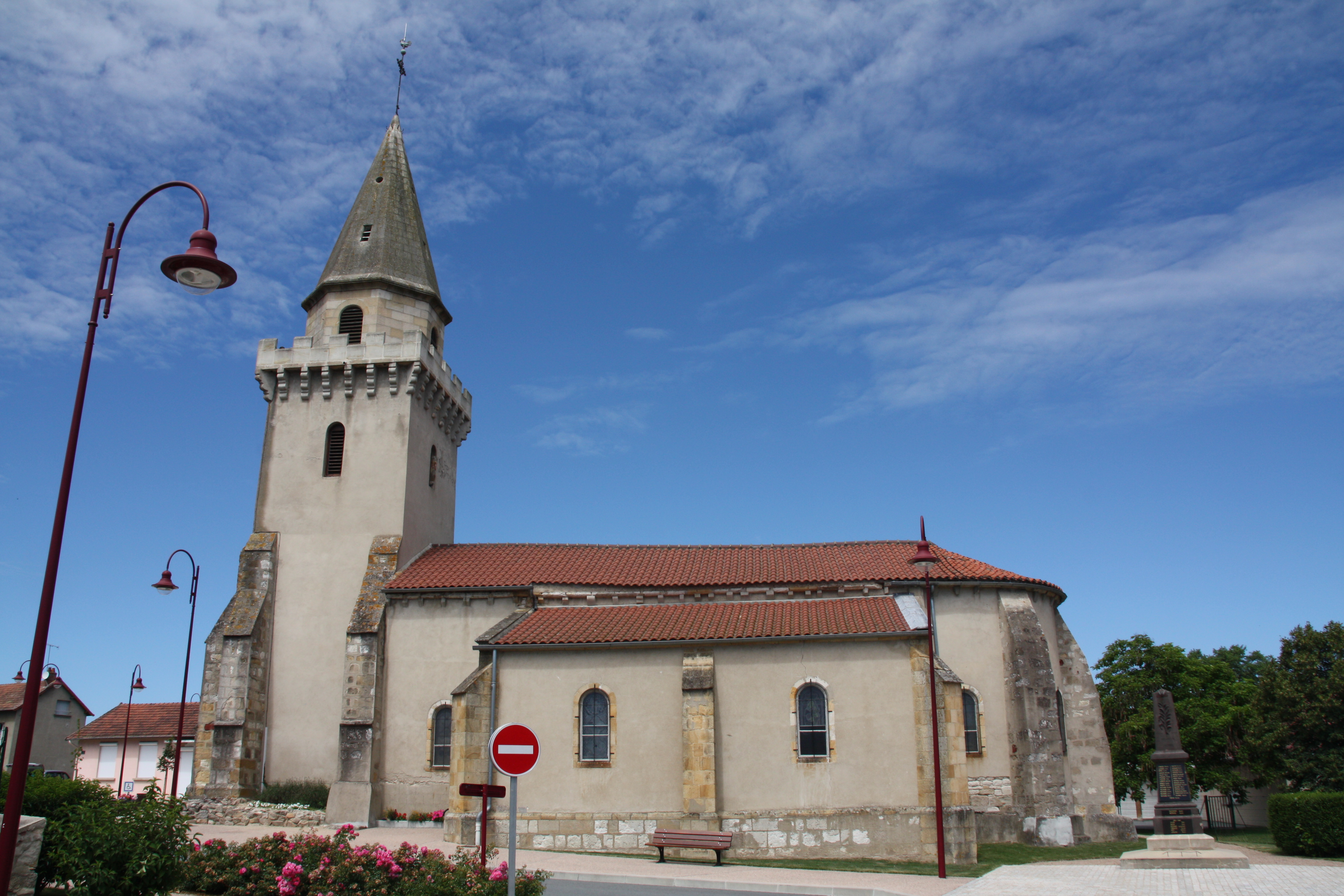
Kirche Saint-Maurice
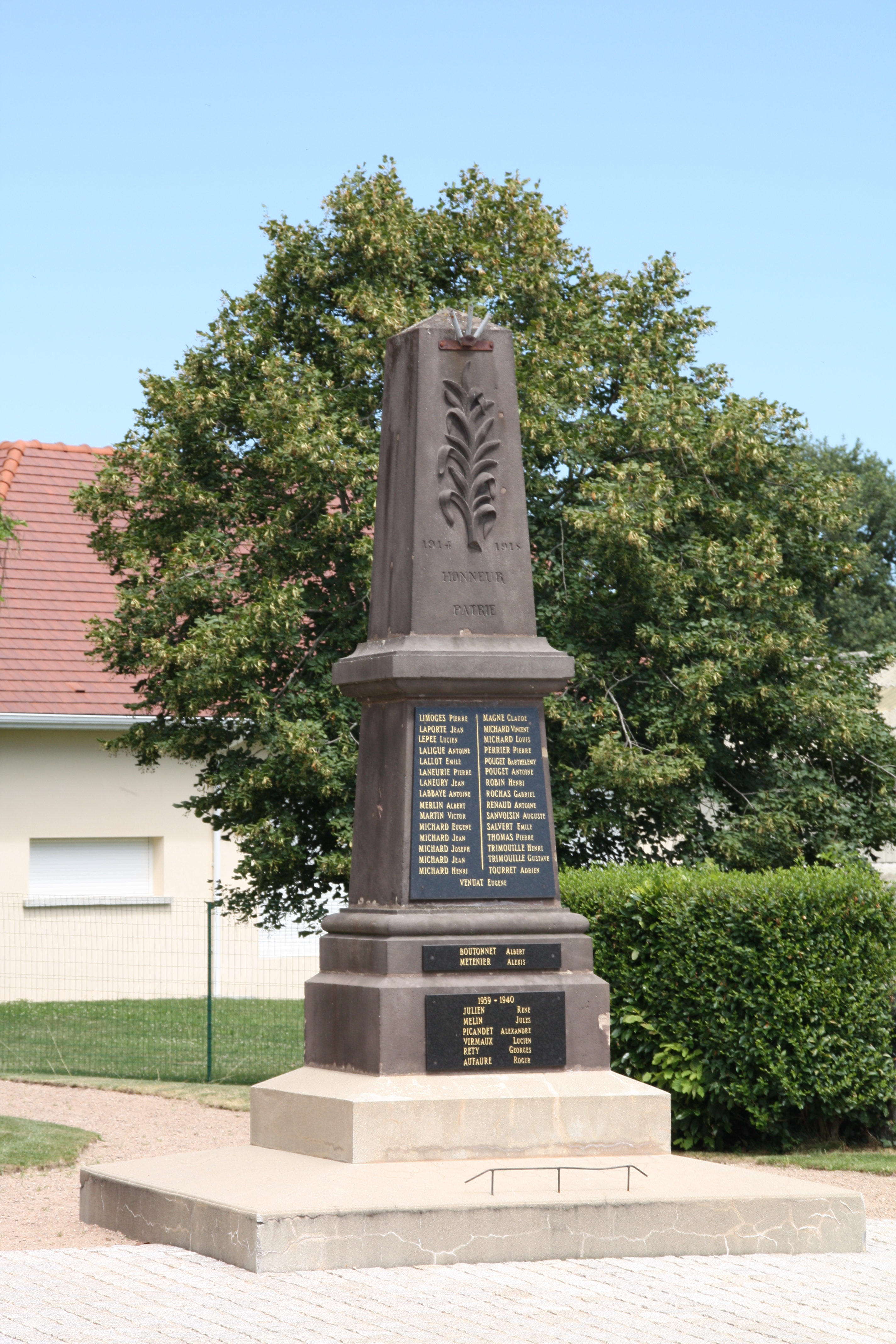
Gefallenendenkmal